# Henri Girousse
Pour les articles homonymes, voir Chabot.
Henri Girousse, dit Chabot, né le 17 janvier 1913 à Volx et mort le 28 septembre 1998 à Ceignes, est un résistant français au sein des maquis de l'Ain et du Haut-Jura.

## Biographie

### Enfance et formation
Henri Girousse est élève à l'École de Saint-Cyr entre 1935 et 1937 avec la promotion Maréchal Lyautey. Durant cette période, il rencontre des personnes qui entreront également dans la résistance. Il s'agit de Tom Morel, Darthenay, de Lassus et d'un de leurs instructeurs est le commandant Duhail-Valin.

### Guerre 1939-1940 et engagement militaire
Après sa sortie de l'école en 1937, Henri Girousse est sous-lieutenant. En 1939, il prend la tête d'une section d'éclaireurs skieurs au 102e bataillon alpin de forteresse dans les Alpes. Après l'armistice de 1940, il se rend dans le département de l'Ain à Thol où il est lieutenant au 10e bataillon de chasseurs à pied.
Comme beaucoup d'officiers, Henri Girousse est volontaire pour un départ en Afrique du Nord, qui pourrait être utilisée comme point de départ d'une reconquête avec le soutien des Alliés. Le 15 décembre 1940, il se retrouve à Taza au Maroc au 4e régiment de tirailleurs marocains. En novembre 1942, il est en permission en France lors du débarquement des Alliés en Afrique du Nord, il lui est donc impossible de retourner au Maroc. Il est placé en congé d'armistice et ayant une femme, un enfant et un autre à naître, il annule son projet de rejoindre le Maroc en bateau par l'Espagne.
À cette période, Henri Girousse prend contact avec des résistants dans les Alpes-de-Haute-Provence d'où il est originaire. Il doit les rejoindre au début de l'été 1943 mais entre en contact avec le capitaine Romans. Après discussion, il accepte de rejoindre les maquis de l'Ain.

### Vie au maquis
Henri Girousse intègre le maquis en août 1943 au camp de Morez. C'est à cette époque que les maquis de l'Ain préparent le coup de main qui consiste à la prise du dépôt d'intendance des Chantiers de la jeunesse à Artemare auquel il participe le 10 septembre.
Sa formation militaire lui permet d'encadrer les jeunes réfractaires souhaitant intégrer le maquis et d'obtenir la confiance des troupes. Le capitaine Romans lui confie l'organisation et le commandement du groupement sud du maquis. Cette zone regroupe le plateau de Retord, Hotonnes, Corlier et Hauteville-Lompnes.
Le 28 septembre 1943, Henri Girousse organise la prise du dépôt de l'intendance de l'Armée à Bourg-en-Bresse. Dix tonnes de vivres sont récupérées. Les maquis de l'Ain décident l'organisation d'un défilé dans les rues d'Oyonnax le 11 novembre 1943. Henri Girousse compose le convoi de véhicules et de camions qui conduisent des sections du camp de Morez et de Corlier à Oyonnax.
Avec les trajets du colonel Romans en Haute-Savoie dont il est le nouveau chef, Henri Girousse accroit ses responsabilités dans le département. Un premier PC de commandement est installé dans une grange "Le Petit Tumet" entre Hotonnes et Brénod. À la fin du mois de novembre, il fait installer un poste de commandement à la ferme du Fort à Brénod. Il s'agit d'un poste départemental conjoint entre le maquis et l'armée secrète qui centralise les renseignements et les opérations militaires. Il doit cependant déplacer le poste de commandement à la ferme du Molard, également située à Brénod le 3 février à la suite d'une attaque ennemie.
Dans la nuit du 7 au 8 février 1944, une autre attaque ennemie a lieu, Henri Girousse rejoint le groupe qui s'est réfugié et le dirige vers la grange de Faysse et la ferme de la montagne. Les groupes atteignent cette dernière située à L'Abergement-de-Varey le 8 février vers midi. Cependant la Wehrmacht accompagnée par la Gestapo et la Milice les retrouvent et tuent la moitié du groupe de maquis, soit dix hommes.
À partir de 1944, avec les cadres du maquis, il doit maintenir le moral des troupes et conserver l'organisation armée ainsi que les contacts avec l'Armée secrète. Le maquis réussit à mettre à mal les soldats allemands présents dans le département.

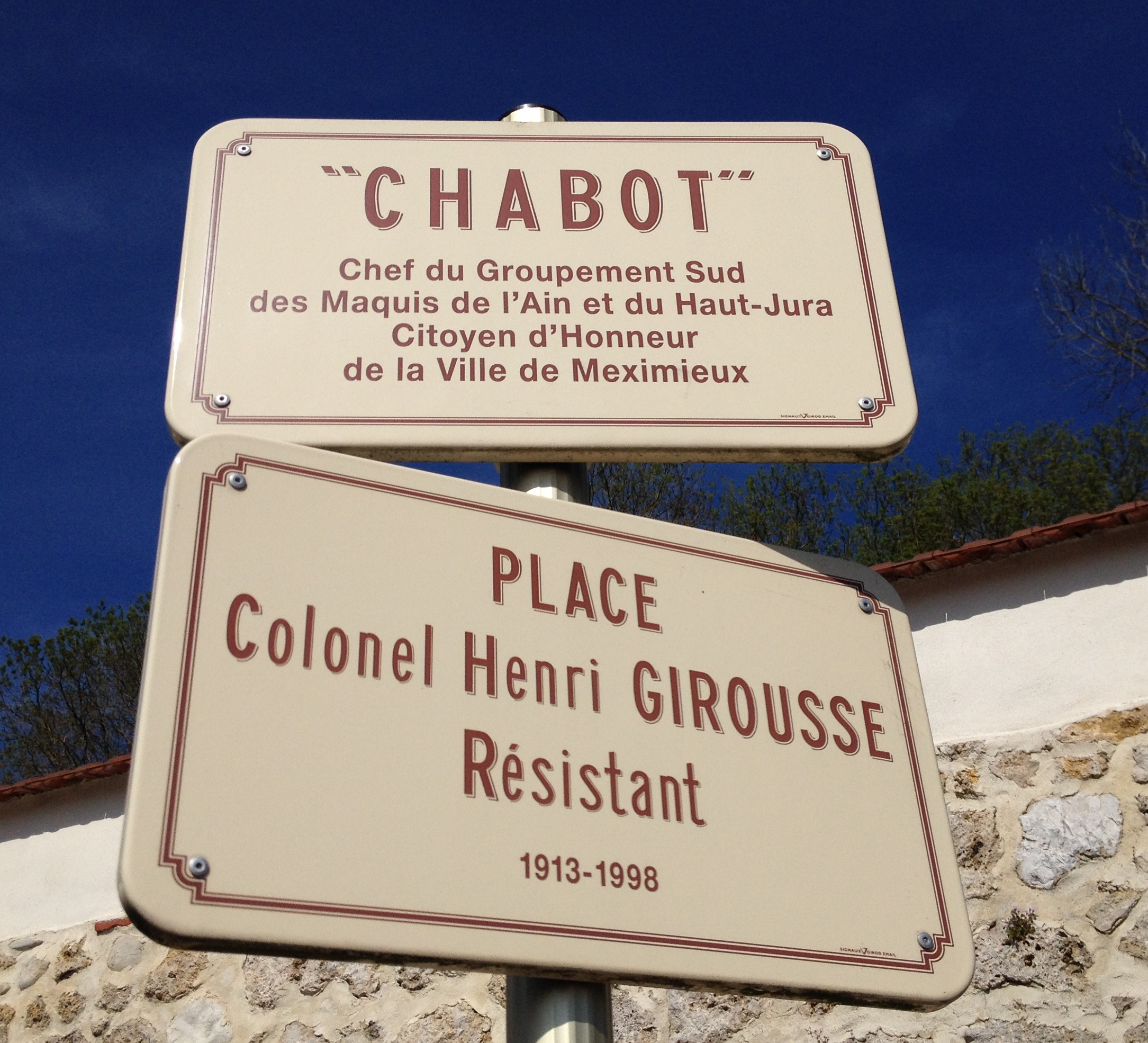
Place baptisée en son honneur à Meximieux.

En juillet 1944, une nouvelle attaque ennemie a lieu. Henri Girousse doit traverser les lignes allemandes pour se rendre à la réunion des chefs du groupement à Izernore. L'oppression étant forte, l'ordre de repli des maquis du groupement sud est donné et l'opération a lieu dans la nuit du 12 au 13 juillet. Arrivé sur le plateau de la Chartreuse de Portes, la BBC annonce un parachutage d'arme pour venir en aide aux hommes. Le message diffusé est : « Pour Chabot, neuf lance-patates viendront vous voir ce soir ». Ainsi, dès le 16 juillet de nouveaux sabotages ont lieu sur les voies ferrées et des embuscades sont organisées pour stopper les déplacements des troupes allemandes dans le département.
Entre le 31 août et le 2 septembre, Henri Girousse commande des unités qui participent, aux côtés de l'Armée américaine, lors de la bataille de Meximieux.
Le repli des troupes allemandes du département marque la fin de son engagement dans la résistance.

### Vie après la libération
Henri Girousse reste engagé pour le devoir de mémoire. Il devient président de l'association nationale des Anciens des Maquis de l'Ain et du Haut-Jura et y reste 27 ans.

## Ouvrage
- Henri Girousse, Les Batailles d'Ambérieu et de l'Albarine : Juin-juillet 1944, Bourg-en-Bresse, Imprimerie réunie de Bourg-en-Bresse, 1969, 44 p.

## Décoration
- Médaille de la Résistance française avec rosette (décret du 24 avril 1946)